# 스카이 잭슨
스카이 잭슨(영어: Skai Jackson, 2002년 4월 8일 ~ )은 미국의 배우이다.

## 출연 작품
- 제시 (2011)
- 사랑은 언제나 진행중 (2009)